# Битка при Тарент (209 пр.н.е.)
Вижте пояснителната страница за други значения на Битка при Тарент.
Битката при Тарентум през 209 пр.н.е. е втората битка при град Тарентум (дн. Таранто, Южна Италия) през Втората пуническа война.
Римската република с консул Квинт Фабий Максим побеждава картагенците с Ханибал и си връща обратно Тарентум, който предишните 4 години е под властта на Ханибал.